# حضور (فیلم)
حضور (به انگلیسی: Being There) فیلمی کمدی درام به کارگردانی هال اشبی محصول سال ۱۹۷۹ آمریکاست که در مدت زمان دو ساعت و ۱۰ دقیقه به شیوه رنگی کارگردانی شده‌است. این فیلم بر اساس رمانی به همین نام از جرزی کوزینسکی نویسنده لهستانی آمریکایی ساخته شده‌است.

## داستان فیلم
داستان فیلم دربارهٔ چَنس، باغبانی فاقد هویت و شناسایی، است که هرگز پایش را از خانه‌ای که در آن باغبانی می‌کرده‌است بیرون نگذاشته و دنیای خارج برای او تنها از دریچه تلویزیون معنا دارد. بعد از مرگ صاحبخانه، چَنس به اجبار از خانه بیرون می‌رود و طی دورانی تا حوادث ریاست جمهوری آمریکا پیش می‌رود.

## جوایز
این فیلم در سال ۱۹۸۰ کاندیدای دریافت بهترین بازیگر نقش اول مرد از مراسم آکادمی شد و اسکار بهترین بازیگر نقش دوم مرد را دریافت کرد. حضور در همین سال در ۶ بخش کاندیدای دریافت جایزه گلدن گلاب شد و در نهایت توانست جایزه ویژه این جشنواره را در بخش‌های بهترین بازیگر نقش اول و دوم مرد به خود اختصاص دهد. ساخته هال اشبی همچنین کاندیدای نخل طلای کن بوده‌است. این فیلم در سال ۱۹۸۱ در چهار بخش نامزد دریافت جایزه بفتا شد.